# 만국의 노동자여, 단결하라!

소련의 국장에 그려진 리본에는 러시아어와 14개의 소련 공화국의 언어로 "만국의 프롤레타리아여, 단결하라!"라고 쓰여져 있다.

"만국의 노동자여, 단결하라!"(영어: Workers of the world, unite!, 문화어: 전세계로동자들은 단결하라! / 만국의 로동자는 단결하라!) 또는 "만국의 프롤레타리아여, 단결하라!""(러시아어: Пролетарии всех стран, соединяйтесь!, 영어: "Proletarians of all countries, unite!)는 소비에트 사회주의 공화국 연방과 코민테른 ,코민포름의 표어이자 국제 공산주의 운동, 노동자파업, 집회에서 자주 볼 수 있는 구호 가운데 하나이다. 이 구호는 카를 마르크스와 프리드리히 엥겔스의 공저 《공산당 선언》에 나타난다. 또한 이 문구는 카를 마르크스의 묘비에 "만국의 프롤레타리아여, 단결하라!"(독일어: Proletarier aller Länder, vereinigt euch!)로 적혀 있기도 하다.
1922년 소련 공산당 중앙위원회 서기장 이오시프 스탈린은 소비에트 사회주의 공화국 연방과 코민테른 그리고 코민테른 산하 공산당의 표어로 "만국의 프롤레타리아여, 단결하라!"(러시아어: Пролетарии всех стран, соединяйтесь!, 독일어: Proletarier aller Länder, vereinigt euch!, 영어: "Proletarians of all countries, unite!)를 사용할 것을 제시하였다. 소련 다음으로 수립된 공산국가인 몽골 인민공화국도 동일한 표어를 사용했으며, 동유럽 공산주의 혁명 이후 수립된 공산국가들과 코민테른의 후신인 코민포름에서도 동일한 표어를 사용했다.

## 같이 보기
- 공산제
- 노동운동
- 프롤레타리아 국제주의
- 세계혁명